# Sphenomorphus bacboensis
Sphenomorphus bacboensis là một loài thằn lằn trong họ Scincidae. Loài này được Eremchenko mô tả khoa học đầu tiên năm 2003. Chúng là loại đặc hữu của Việt Nam.